# USS Minnesota (BB-22)
«Миннесота» (англ.  USS Minnesota (BB-22)) — пятый эскадренный броненосцы 1-го ранга типа «Коннектикут».
Эскадренный броненосец «Миннесота» ВМС США был вторым кораблем названным в честь 32-го штата, и стал 24-м броненосцем 1-го ранга в составе американского флота (военный корабль США Мэн считался Броненосным крейсером, броненосец 2-го класса Техас никогда не нумеровался).
Киль корабля был заложен 27 октября 1903 года на верфи Newport News Shipbuilding & Drydock Company в Ньюпорт-Ньюсе, штат Вирджиния. Спущена на воду 8 апреля 1905, крестной матерью нового корабля стала мисс Роуз Мари Шаллер, дочь сенатора от штата Миннесота. Вступил в строй 9 марта 1907, командование над «Миннесота» принял капитан Джон Хаббард.

## История службы

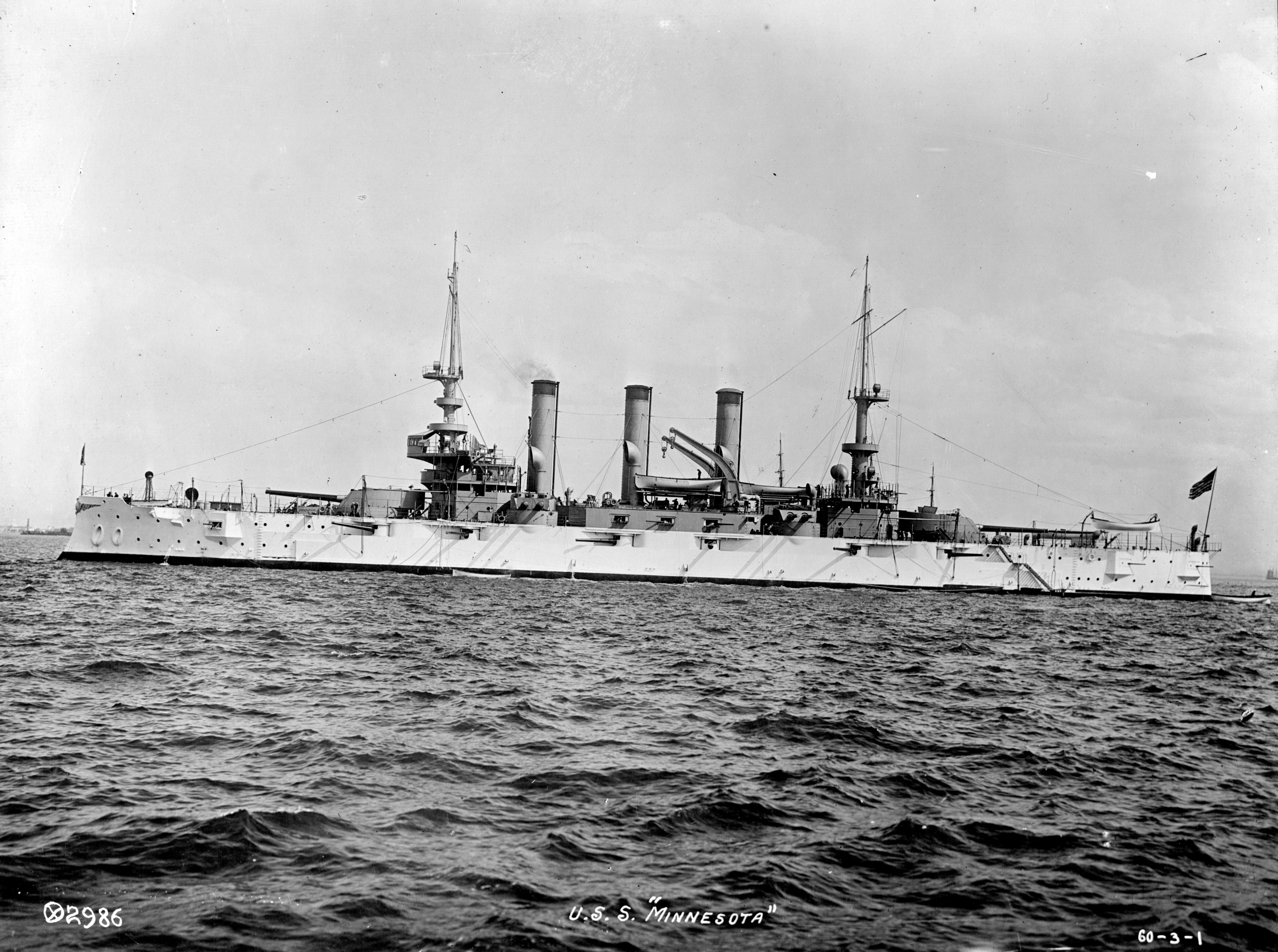